# 상현동
상현동(上峴洞)은 경기도 용인시 수지구의 법정동이다. 본래 용인군 지내면 상현리였다. 동서로 영동고속도로가 지나가고 43번 국도(포은대로)가 북동 방향에서 남서 방향으로 가로지른다. 43번 국도 주변으로 주거지가 밀집되어 있으며, 용인시 서단에 위치한 신도시지역으로 인접 광교신도시에서 용인의 교통입구 지역이다.

## 역사

### 지명 유래
상현동은 용인군 지내면 지역이다. 고려시대 용구현(龍駒縣), 조선시대 용인현(龍仁縣)에는 지내면과 서변면, 기곡면 사이로 느진재(느리재) 고개가 있었다. 느진재(느리재) 고개는 기울기가 완만(緩慢)해서 시간이 걸리더라도 오르내리기 쉬운 만현 고개(晩峴)라는 뜻이다. 이 지역 지내면 주민들이 만현 고개(晩峴)에서 서변면의 보수원(보정리) 삼막곡(三幕谷)을 거쳐 소일 삼아 현청과 읍내장이 있는 구성에 가기 위해 쉬엄쉬엄 넘었던 마을고개로 칭하였다. 1914년 일제강점기 행정구역 통폐합 때 용인군 지내면(枝內面)에서 상리(上里)와  만현 고개(晩峴)의 현(峴)을 취하고, 용인군 수진면의 정평리(亭坪里) 일부를 '지내면'으로 폐합한 지역으로 용인군 지내면 상현리가 되었다. 용인군 지내면 상현리는 상리(上里)에서의 ‘상(上)’자와 만현 고개(晩峴)의 ‘현(峴)’자를 따서 마을 이름을 만들었다. 마을에는 느진재(느리재) 고개가 있어 느진재(느리재)를 고개가 저문다는 뜻인 한어 만현(晩峴)으로 표기한 것이다. 예전에는 소금 장수가 현청, 읍내장이 있는 용인현(龍仁縣) 구흥면에서 소금을 팔고 조선시대 역원(驛院)이 있던 서변면(西邊面) 보수원(寶樹院)에서 쉬었다가 만현 고개(晩峴)를 넘어갈 때 산의 마을인 소실봉 일대의 만현 고개(晩峴) 지형이 완만하면서도 하염없이 길게 늘어진 고개라고 하여 '느진재(느리재)'로 구비전승 되었다. 『1872년 지방지도』 용인현 지내면에는 만현 고개(晩峴)와 그 곳에 있는 심곡(深谷)이 확인된다. 용인현 지내면의 마을들 가운데 역원(驛院)이 있던 서변면 보수원(寶樹院)으로 통하는 심곡(深谷, 깊은말)은 원촌(院村)과 함께 서원말(院村)이라고도 하였다. 정암 조광조 선생을 모신 심곡정암서원(深谷靜庵書院)이 자리 잡고 있어 마을이 커지면서 심곡과 서원을 하나씩 나누어 지명화한 것이다. 심곡정암서원(深谷靜庵書院)은 1605년 효종 때 세워져 정암 조광조의 제사를 지냈었고 서원말이라고 통칭하였다. 심곡정암서원(深谷靜庵書院)은 효종 때 건립과 동시에 '심곡'이라 사액되어 고종 때 흥선대원군의 사원철폐령 때에도 존속한 47개 서원 중 하나이다. 서원 서쪽에 정암 조광조 선생의 묘소가 있다. 『1872년 지방지도』는 심곡에 정암 조광조 선생의 호를 딴 정암서원(靜庵書院)을 표시하였는데 정암서원(靜庵書院)은 심곡서원(深谷書院)을 지칭한다. 용인군 지내면에서 상리의 上자와 만현 고개의 峴자를 합쳐 부르게 된 상현(上峴)은 정암 조광조 선생의 위패를 모시고 후학을 가르치던 심곡정암서원(심곡서원)이 있는 서원말과 독처럼 생긴 바위가 있는 옹암(독바위) 특히 이 마을에서는 독바위(甕岩) 전설이 전해지는데 예전에 바위 두 개가 싸웠고 한쪽 바위가 ‘독해서 이겼다'고 하여 독바위 줄다리기 민속놀이가 전승되고 있다. 독바위 줄다리기 민속놀이는 줄다리기 줄에서 숫줄은 동쪽, 암줄은 서쪽에 놓고 50~70m 길이로 만들어진 두 개의 줄을 통나무로 고정하고 남자 어른(동쪽)과 여자 어른, 아이들(서쪽)이 편을 나눠 줄다리기를 한다. 이때, 암줄이 이기면 마을의 전염병이 사라지고 그 해 풍년이 된다는 마을 풍속이 전해진다. 깊은 말에는 정암 조광조 선생을 묘소와 장수 바위가 있다. 또한 가산은 군부대가 주둔 하고, 느진재(느리재) 고개는 현재의 만현 고개(晩峴)에서 '만현' 마을이 되었다. 만현 · 심곡 외에도 가산골 · 독바위(甕岩) · 삼막곡(三幕谷) · 절골(寺洞) 등 마을이 분포해 있었다.

### 연혁
- 1914년 3월 1일 : 일제강점기 일제 행정구역 폐합에 따라 지내면(枝內面)의 상리(上里), 만현 고개(晩峴), 수진면 정평리(亭坪里) 일부를 합쳐 상현(上峴)으로 하였고 용인군 지내면 상현리에 포함되어 수지면으로 편입.
- 1996년 3월 1일 : 용인군이 용인시로 승격되고, 수지면이 수지읍으로 승격.
- 2001년 12월 24일 : 수지읍이 수지출장소로 승격하여 상현동 설치.
- 2003년 3월 31일 : 수진면의 성복동을 분동
- 2005년 10월 31일 : 수지출장소를 수지구로 개편하고 상현1동과 2동으로 분동
- 2007년 5월 9일: 광교신도시 조성에 따라 영동고속도로 남쪽 상현동 및 기흥구 영덕동 일부를 수원시 영통구 하동으로 편입하고, 영동고속도로 북쪽 하동 일부를 상현동에 편입함.[2][3]
- 2021년 9월 6일 : 상현1동과, 상현3동으로 분동

## 도로
- 국도 제43호선

- 용인시 수지구 상현동 ― 성복동 ― 풍덕천동 ― 죽전동

## 문화재
- 심곡서원(龍仁 深谷書院) - 대한민국 사적 제530호
- 문정공 조광조 묘 및 신도비(文貞公 趙光祖 墓 및 神道碑) - 경기도 기념물 제169호

## 아파트
| 단지명                              | 건설사         | 시행사               | 주소                    | 입주        | 비고                                          |
| ----------------------------------- | -------------- | -------------------- | ----------------------- | ----------- | --------------------------------------------- |
| 만현마을 8단지 두산위브             | 두산건설       | 무영건설㈜           | 수지구 만현로 127       | 2002년 8월  |                                               |
| 만현마을 9단지 LG자이               | 엘지건설㈜     | ㈜미래건설           | 수지구 만현로133번길 33 | 2003년 6월  |                                               |
| 만현마을 6단지 쌍용                 | 쌍용건설       | ㈜흥부기업           | 수지구 만현로 99        | 2001년 9월  |                                               |
| 만현마을 7단지 쌍용                 | 쌍용건설       | ㈜신창건설           | 수지구 만현로 107       | 2001년 6월  |                                               |
| 성복역 아이파크                     | 현대산업개발   | 용인수지연합주택조합 | 수지구 상현로 142       | 2002년 7월  | '만현마을 10단지 아이파크'에서 단지명 변경    |
| 만현마을 2단지 아이파크             | 현대산업개발   | 현대산업개발         | 수지구 만현로67번길 9   | 2002년 4월  |                                               |
| 만현마을 5단지 아이파크             | 현대산업개발   | 현대산업개발         | 수지구 만현로 79        | 2002년 4월  |                                               |
| 수지 센트럴 아이파크                | 현대산업개발   | 현대산업개발         | 수지구 상현로 101       | 2006년 8월  |                                               |
| 광교 상현마을 현대                  | 현대산업개발   | 현대산업개발         | 수지구 상현로 2         | 2001년 12월 |                                               |
| 서원마을 3단지 아이파크             | 현대산업개발   | 국방삼군주택조합     | 수지구 포은대로 219     | 2002년 9월  |                                               |
| 현대파인빌리지                      | 현대건설       | 현대건설             |                         | 1999년 11월 |                                               |
| 성복역 현대홈타운                   | 현대건설       | 현대건설             | 수지구 상현로 59        | 2001년 2월  | '서원마을 2단지 현대홈타운'에서 단지명 변경   |
| 심곡마을 광교 힐스테이트            | 현대건설       | ㈜에이치건설         | 수지구 수지로 75        | 2009년 10월 |                                               |
| 심곡마을 현대프레미오               | ㈜고려산업개발 | 중명건설㈜           | 수지구 수지로 41        | 2001년 2월  |                                               |
| 만현마을 1단지 롯데캐슬             | 롯데건설       | ㈜대진종합건설       | 수지구 만현로 25        | 2002년 9월  |                                               |
| 광교 상떼빌 파크뷰                  | 성원건설       | ㈜KB부동산신탁       | 수지구 상현로 30-10     | 2002년 12월 |                                               |
| 성복역 금호베스트빌                 | 금호산업       | 일레븐건설㈜         | 수지구 심곡로 16        | 2002년 12월 | '서원마을 5단지 금호베스트빌'에서 단지명 변경 |
| 상현마을 1단지 금호베스트빌 디 에듀 | 금호산업       | 일레븐건설㈜         | 수지구 상현로 59        | 2001년 3월  |                                               |
| 상현마을 2단지 금호베스트빌         | 금호산업       | 일레븐건설㈜         | 수지구 상현로 58        | 2001년 3월  |                                               |
| 상현마을 3단지 금호베스트빌         | 금호산업       | 일레븐건설㈜         | 수지구 상현로42번길 40  | 2002년 2월  |                                               |
| 상현마을 4단지 금호베스트빌         | 금호산업       | 일레븐건설㈜         | 수지구 상현로 67-12     | 2002년 2월  |                                               |
| 더샵 수지포레                       | 포스코이앤씨   | 일레븐건설㈜         | 수지구 만현로67번길 20  | 2019년 8월  | '상현 더샵 파크사이드'에서 단지명 변경        |
| 상현 벽산블루밍                     | 벽산건설       | 삼호건설㈜           | 수지구 수지로 68        | 1998년 8월  |                                               |
| 성복역 삼성쉐르빌                   | 삼성중공업     |                      | 수지구 심곡로 81        | 2000년 11월 |                                               |